# Raúl Edwards Mac-Clure
Raúl Edwards Mac-Clure (Santiago, 1880-Ibídem, 15 de junio de 1927) fue un agricultor y político chileno, regidor y alcalde de Viña del Mar.

## Primeros años de vida
Era hijo de Agustín Edwards Ross y de María Luisa Mac-Clure. Estudió en el Colegio San Ignacio entre 1899-1900, realizó también sus estudios en Suiza y Francia.
«Raúl  era  joven, rico y frívolo, y parecía decidido a extremares ta ultima característica… mientras llegaba la Gran Guerra, y con ella, veremos, un cambio radical e inimaginable en su enfoque de la vida»
Contrajo matrimonio con Josefina De Ferari Valdés. Tuvieron cuatro hijos: Josefina, Raúl, Arturo y Carmen.

## Vida pública
Cuando estalló la Primera Guerra Mundial se trasladó a Inglaterra, la patria de sus antepasados, y se enroló como simple soldado en el ejército británico, encontrándose en varias batallas, por lo que el gobierno inglés lo distinguió más tarde con la insignia de los héroes de Mons, la que fue entregada por el ministro de Inglaterra en Chile en diciembre de 1923.
En 1919 fue rehabilitado de sus derechos de ciudadanía chilena que había perdido por haber servido a un país extranjero sin el previo permiso correspondiente. Hasta 1920 formó parte de la empresa El Mercurio.
Diputado por San Fernando entre 1906-1909 e integró la Comisión de Beneficencia y Culto.
Fue miembro del Partido Nacional. Director del Banco de A. Edwards y Cía, Vicepresidente de la Sociedad Imprenta y Litografía Universo 1923.
«Su padre legó sus derechos del Mercurio a sus tres hijos varones, mientras su madre, dejó fuera de estos derechos a Raúl».